# Tremella aurantia
Tremella aurantia, también conocido como Tremella dorada y Mantequilla de la bruja, es una especie de hongo del género Tremella, familia Tremellaceae, orden Tremellales. Fue descrita por Schwein.
Es un parásito de otra especie de hongo, Stereum hirsutum, y crece en ramas muertas adheridas y caídas de árboles. En china suele ser utilizada para fines terapéuticos.

## Descripción
Es un hongo gelatinoso de color amarillo y limón-naranja. Su carpóforo es ancho, amorfo y lobulado.

## Distribución
Se distribuye por Europa y Norteamérica.